# Bursera subtrifoliata
Bursera subtrifoliata là một loài thực vật có hoa trong họ Burseraceae. Loài này được (Rose) Standl. mô tả khoa học đầu tiên năm 1929.